# Märkische Fußballmeisterschaft 1908/09

FC Tasmania Rixdorf – Märkischer Fußballmeister 1909

Die märkische Fußballmeisterschaft 1908/09 war die achte unter dem Märkischen Fußball-Bund (MFB) ausgetragene Fußballmeisterschaft. Die Meisterschaft wurde in dieser Saison in einer Gruppe mit neun Mannschaften im Hin- und Rückspiel ausgespielt. Am Ende setzte sich der FC Tasmania Rixdorf durch und wurde somit zum ersten Mal Märkischer Fußballmeister.
Normalerweise sollte es in dieser Saison, wie in den letzten beiden Jahren, zu einem Qualifikationsspiel zur Teilnahme an der deutschen Fußballmeisterschaft 1908/09 zwischen dem Märkischen Meister und dem Meister des Verbandes Berliner Ballspielvereine (VBB) kommen. Der VBB weigerte sich jedoch zu diesem Spiel einen Teilnehmer zu stellen, um den Konkurrenzverband nicht durch zusätzliche Einnahmen noch zu stärken. Somit qualifizierte sich Tasmania Rixdorf kampflos für die diesjährige deutsche Fußballmeisterschaft. Nach einer 2:4-Niederlage gegen den Altonaer FC von 1893 war bereits im Viertelfinale Schluss.

## Entscheidungsspiel 1. Klasse
Da die Meisterschaft im April noch nicht beendet war, wurde ein Entscheidungsspiel zwischen den beiden in der Tabelle führenden Mannschaften ausgespielt.
| Datum          |                     | Ergebnis             |                                    | Ort    |
| -------------- | ------------------- | -------------------- | ---------------------------------- | ------ |
| 25. April 1909 | FC Tasmania Rixdorf | 4:3 n. V. (3:3, 2:2) | SC des Westens 1897 Charlottenburg | Berlin |

## Abschlusstabelle 1. Klasse
| Pl. | Verein                                 | Sp. | S  | U | N  | Tore    | Diff. | Punkte |
| --- | -------------------------------------- | --- | -- | - | -- | ------- | ----- | ------ |
| 1.  | FC Tasmania Rixdorf (N)                | 16  | 10 | 6 | 0  | 043:160 | +27   | 26:60  |
| 2.  | SC des Westens 1897 Charlottenburg (N) | 16  | 11 | 3 | 2  | 052:240 | +28   | 25:70  |
| 3.  | BFC Vorwärts 1890                      | 16  | 9  | 0 | 7  | 033:330 | ±0    | 18:14  |
| 4.  | SV Norden-Nordwest 1898 (M)            | 16  | 7  | 2 | 7  | 029:290 | ±0    | 16:16  |
| 5.  | FC Viktoria 1899 Spandau               | 16  | 6  | 2 | 8  | 035:380 | −3    | 14:18  |
| 6.  | SC Germania Spandau 1904               | 16  | 5  | 2 | 9  | 027:360 | −9    | 12:20  |
| 7.  | SC Teutonia 99 Berlin (N)              | 16  | 5  | 2 | 9  | 033:460 | −13   | 12:20  |
| 8.  | BFC Berolina 1901                      | 16  | 4  | 4 | 8  | 022:340 | −12   | 12:20  |
| 9.  | BSC Eintracht 1901                     | 16  | 4  | 1 | 11 | 023:410 | −18   | 09:23  |

Der BFC Libertas-Südost benannte sich 1909 in BSC Berolina 1901 um.
| (M) | Titelverteidiger |
| (N) | Aufsteiger       |

## Abschlusstabelle 2. Klasse
| Pl. | Verein                               | Sp. | S  | U | N  | Tore    | Diff. | Punkte |
| --- | ------------------------------------ | --- | -- | - | -- | ------- | ----- | ------ |
| 1.  | Friedrichsberger SC Brandenburg 1902 | 17  | 12 | 2 | 3  | 066:320 | +34   | 26:80  |
| 2.  | SC Preußen Spandau                   | 15  | 12 | 1 | 2  | 077:240 | +53   | 25:50  |
| 3.  | Lichtenberger SC Frisch Auf 1901     | 17  | 10 | 1 | 6  | 061:500 | +11   | 21:13  |
| 4.  | Rixdorfer FC Normannia 1895          | 13  | 7  | 1 | 5  | 030:350 | −5    | 15:11  |
| 5.  | FC Deutschland Lichtenberg           | 14  | 6  | 2 | 6  | 035:330 | +2    | 14:14  |
| 6.  | Hertha 1906 Weißensee                | 13  | 4  | 2 | 7  | 025:300 | −5    | 10:16  |
| 7.  | Westender FuCC Hamburg Berlin        | 9   | 4  | 1 | 4  | 026:350 | −9    | 09:90  |
| 8.  | Nordstern Charlottenburg             | 11  | 3  | 2 | 6  | 020:260 | −6    | 08:14  |
| 9.  | BSC Eintracht 1901 Weißensee         | 9   | 2  | 2 | 5  | 022:290 | −7    | 06:12  |
| 10. | SC Olymp Berlin                      | 13  | 2  | 2 | 9  | 019:490 | −30   | 06:20  |
| 11. | SC Germania Spandau 1904             | 11  | 1  | 0 | 10 | 020:580 | −38   | 02:20  |